# Lepidaploa imeriensis
Lepidaploa imeriensis là một loài thực vật có hoa trong họ Cúc. Loài này được (V.M.Badillo) Pruski mô tả khoa học đầu tiên năm 1997.